# NGC 7389
NGC 7389 је спирална галаксија у сазвежђу Пегаз која се налази на NGC листи објеката дубоког неба.
Деклинација објекта је + 11° 34' 0" а ректасцензија 22h 50m 16,0s. Привидна величина (магнитуда) објекта NGC 7389 износи 13,9 а фотографска магнитуда 14,8. NGC 7389 је још познат и под ознакама MCG 2-58-19, CGCG 430-18, NPM1G +11.0553, PGC 69836.